# Ove Hofman-Bang
Ove Malling Hofman-Bang, född 2 december 1874, död den 19 oktober 1950, var en dansk kemist och geolog, brorson till Niels Erik Hofman Bang.
Hofman-Bang blev filosofie doktor i Uppsala 1904, assistet vid Lantbruksakademiens experimentfält 1905 och vid Centralanstalten för lantbrukets försökverksamhet 1907. Han blev lektor i kemi och geologi vid Ultuna lantbruksinstitut 1911 och professor 1918. Bland Hofman-Bangs skrifter märks undersökningar om upplösta ämnen i käll- och flodvatten i Sverige.